# Monica Prieto-Teodoro
Monica Louise Prieto-Teodoro ist eine philippinische Politikerin.

## Biografie
Monica Louise Prieto, die als Unternehmerin tätig war, ist verheiratet mit dem ehemaligen Abgeordneten, Verteidigungsminister (Secretary of National Defense) von 2007 bis 2009 und Kandidaten für die Präsidentschaftswahl im Mai 2010 Gilberto Teodoro.
Sie selbst wurde 2007 als Nachfolgerin ihres Ehemannes Abgeordnete des Repräsentantenhauses der Philippinen. In diesem vertritt sie als Mitglied der NPC den Wahlbezirk I (1st District) der Provinz Tarlac.
Im aktuellen 14. Kongress ist sie Vorsitzende des Ausschusses für Kindeswohlfahrt. Darüber hinaus ist sie Stellvertretende Vorsitzende des Ausschusses für Bevölkerung und Familienbeziehungen. Außerdem ist sie als Vertreterin der parlamentarischen Mehrheit Mitglied der Ausschüsse für Ethik und Privilegien, Auswärtige Angelegenheiten, Interparlamentarische Beziehungen und Diplomatie, Öffentliche Information, Soziale Dienste, Frauen und Geschlechtergleichheit.